# Atletica leggera femminile ai Giochi della XXX Olimpiade
Ai Giochi della XXX Olimpiade di Londra 2012 sono stati assegnati 23 titoli nell'atletica leggera femminile.

## Calendario
| Atletica leggera femminile alla XXX Olimpiade | Atletica leggera femminile alla XXX Olimpiade | Atletica leggera femminile alla XXX Olimpiade | Atletica leggera femminile alla XXX Olimpiade | Atletica leggera femminile alla XXX Olimpiade | Atletica leggera femminile alla XXX Olimpiade | Atletica leggera femminile alla XXX Olimpiade | Atletica leggera femminile alla XXX Olimpiade | Atletica leggera femminile alla XXX Olimpiade | Atletica leggera femminile alla XXX Olimpiade | Atletica leggera femminile alla XXX Olimpiade |
| Agosto 2012                                   | Ven 3                                         | Sab 4                                         | Dom 5                                         | Lun 6                                         | Mar 7                                         | Mer 8                                         | Gio 9                                         | Ven 10                                        | Sab 11                                        | Titoli                                        |
| --------------------------------------------- | --------------------------------------------- | --------------------------------------------- | --------------------------------------------- | --------------------------------------------- | --------------------------------------------- | --------------------------------------------- | --------------------------------------------- | --------------------------------------------- | --------------------------------------------- | --------------------------------------------- |
| Gare                                          |                                               |                                               |                                               |                                               |                                               |                                               |                                               |                                               |                                               |                                               |
| 100 m                                         | 100 m                                         |                                               | 200 m                                         | 200 m                                         | 200 m                                         | Staffetta 4x100 m                             | Staffetta 4x100 m                             |                                               | 23                                            |                                               |
| 400 m                                         | 400 m                                         | 400 m                                         |                                               |                                               |                                               |                                               | Staffetta 4x400 m                             | Staffetta 4x400 m                             | 23                                            |                                               |
|                                               | 3000 siepi                                    |                                               | 3000 siepi                                    | 5000 m                                        | 800 m                                         | 800 m                                         | 5000 m                                        | 800 m                                         | 23                                            |                                               |
|                                               |                                               |                                               | 1500 m                                        |                                               | 1500 m                                        |                                               | 1500 m                                        |                                               | 23                                            |                                               |
| 10000 m                                       |                                               | Maratona                                      |                                               |                                               |                                               |                                               |                                               | Marcia 20 km                                  | 23                                            |                                               |
|                                               |                                               | 400 m ost.                                    | 100 m ost. 400 m ost.                         | 100 m ost.                                    | 400 m ost.                                    |                                               |                                               |                                               | 23                                            |                                               |
| Triplo                                        | Asta                                          | Triplo                                        | Asta                                          | Lungo                                         |                                               | Alto                                          | Lungo                                         | Alto                                          | 23                                            |                                               |
| Disco                                         | Peso                                          |                                               | Disco                                         |                                               |                                               |                                               |                                               |                                               | 23                                            |                                               |
| Eptathlon (1ª giornata)                       | Eptathlon (2ª giornata)                       |                                               |                                               | Giavellotto                                   | Martello                                      | Giavellotto                                   | Martello                                      |                                               | 23                                            |                                               |
|                                               |                                               |                                               |                                               |                                               |                                               |                                               |                                               |                                               |                                               |                                               |
| Titoli                                        | 1                                             | 3                                             | 3                                             | 3                                             | 1                                             | 2                                             | 1                                             | 5                                             | 4                                             | 23                                            |

|  | Qualificazioni |  | Finali |

Come nel programma maschile, gli 800 metri vengono spostati in avanti e vanno a coincidere con i 1500 metri. Ma la novità più importante è la riduzione del numero di turni nelle gare veloci. Scompaiono i Quarti di finale: dalle batterie si passa direttamente alle semifinali. Il turno di semifinale si corre con una nuova formula: si disputano tre serie. Le prime tre di ogni serie sono qualificate di diritto; ad esse si aggiungono i due migliori tempi. Si dimezzano i giorni di gara dei 100 ostacoli: da quattro si scende a due (nel primo giorno le batterie, nel secondo semifinali e finale). Nei 400 metri piani viene tolto il giorno di pausa tra semifinale e finale.
A Pechino i 1500 e i 5000 metri si disputavano in giorni alterni, invece a Londra le due finali si tengono nello stesso giorno. Questo, unito all'inopportuno spostamento degli 800 metri, fa sì che, in sostanza, viene limitata la partecipazione delle atlete a una sola competizione nel mezzofondo.
La ripartizione delle gare di corsa piana in pista è la seguente:
| Prima parte  | Seconda parte |
| ------------ | ------------- |
| 100 metri    | 200 metri     |
| 400 metri    | 800 metri     |
| 3000 siepi   | 1500 metri    |
| 10.000 metri | 5000 metri    |

Alcune bizzarre decisioni di Pechino vengono rettificate:
- I 200 metri sono arretrati di un giorno, così la finale non coincide più con la staffetta veloce;
- Nel Salto in lungo, tra qualificazioni e finale non ci sono più due (inutili) giorni di attesa: la finale si disputa 24 ore dopo il primo turno.

I titoli assegnati nella prima parte del programma (fino a martedì) sono undici; gli altri 12 sono assegnati nella seconda parte.

## Nuovi record
I due record mondiali sono, per definizione, anche record olimpici.
| Nuovo record mondiale in       | 2 specialità: | Staffetta 4×100 m e marcia 20 km.         |
| Nuovo record olimpico in altre | 3 specialità: | 100 m hs, maratona e lancio del martello. |

## Risultati delle gare
| Specialità | Oro | Risultato | Argento | Risultato | Bronzo                                                                | Risultato | Dettagli            |
| --- | --- | --------- | --- | --------- | --------------------------------------------------------------------- | --------- | ------------------- |
| 100 m | Shelly-Ann Fraser-Pryce                                                                                   | 10"75     | Carmelita Jeter | 10"78     | Veronica Campbell-Brown                                               | 10"81     | Classifica completa |
| 200 m | Allyson Felix                                                                                             | 21"88     | Shelly-Ann Fraser-Pryce | 22"09     | Carmelita Jeter                                                       | 22"14     | Classifica completa |
| 400 m | Sanya Richards-Ross                                                                                       | 49"55     | Christine Ohuruogu | 49"70     | DeeDee Trotter                                                        | 49"72     | Classifica completa |
| 800 m | Caster Semenya                                                                                            | 1'57"23   | Ekaterina Poistogova | 1'57"53   | Pamela Jelimo                                                         | 1'57"59   | Classifica completa |
| 1500 m | Maryam Yusuf Jamal                                                                                        | 4'10"74   | Abeba Aregawi | 4'11"03   | Shannon Rowbury                                                       | 4'11"26   | Classifica completa |
| 5000 m | Meseret Defar                                                                                             | 15'04"25  | Vivian Cheruiyot | 15'04"73  | Tirunesh Dibaba                                                       | 15'05"15  | Classifica completa |
| 10000 m | Tirunesh Dibaba                                                                                           | 30'20"75  | Sally Kipyego | 30'26"37  | Vivian Cheruiyot                                                      | 30'30"44  | Classifica completa |
| 3.000 m siepi | Habiba Ghribi                                                                                             | 9'08"37   | Sofia Assefa | 9'09"84   | Milcah Chemos Cheywa                                                  | 9'09"88   | Classifica completa |
| 100 m ostacoli | Sally Pearson                                                                                             | 12"35     | Dawn Harper | 12"37     | Kellie Wells                                                          | 12"48     | Classifica completa |
| 400 m ostacoli | Lashinda Demus                                                                                            | 52"77     | Zuzana Hejnová | 53"38     | Kaliese Spencer                                                       | 53"66     | Classifica completa |
| Maratona | Tiki Gelana                                                                                               | 2h23'07"  | Priscah Jeptoo | 2h23'12"  | Tatyana Petrova Arkhipova                                             | 2h23'29"  | Classifica completa |
| Marcia 20 km | Qieyang Shenjie                                                                                           | 1h25'16"  | Liu Hong | 1h26'00"  | Lü Xiuzhi                                                             | 1h27'10"  | Classifica completa |
| Salto in alto | Anna Čičerova                                                                                             | 2,05 m    | Brigetta Barrett | 2,03 m    | Ruth Beitia                                                           | 2,00 m    | Classifica completa |
| Salto con l'asta | Jennifer Suhr                                                                                             | 4,75 m    | Yarisley Silva | 4,75 m    | Elena Isinbaeva                                                       | 4,70 m    | Classifica completa |
| Salto in lungo | Brittney Reese                                                                                            | 7,12 m    | Elena Sokolova | 7,07 m    | Janay DeLoach                                                         | 6,89 m    | Classifica completa |
| Salto triplo | Ol'ga Rypakova                                                                                            | 14,98 m   | Caterine Ibargüen | 14,80 m   | Ol'ha Saladucha                                                       | 14,79 m   | Classifica completa |
| Getto del peso | Valerie Adams                                                                                             | 20,70 m   | Lijiao Gong | 20,22 m   | Ling Li                                                               | 19,63 m   | Classifica completa |
| Lancio del disco | Sandra Perković                                                                                           | 69,11 m   | Li Yanfeng | 67,22 m   | Yarelis Barrios                                                       | 66,38 m   | Classifica completa |
| Lancio del martello | Anita Włodarczyk                                                                                          | 77,60 m   | Betty Heidler | 77,13 m   | Zhang Wenxiu                                                          | 76,34 m   | Classifica completa |
| Lancio del giavellotto | Barbora Špotáková                                                                                         | 69,55 m   | Christina Obergföll | 65,16 m   | Linda Stahl                                                           | 64,91 m   | Classifica completa |
| Eptathlon | Jessica Ennis                                                                                             | 6.955 p.  | Lilli Schwarzkopf | 6.649 p.  | Austra Skujytė                                                        | 6.599 p.  | Classifica completa |
| Staffetta 4×100 m | Stati Uniti Tianna Madison Allyson Felix Bianca Knight Carmelita Jeter Jeneba Tarmoh Lauryn Williams      | 40"82     | Giamaica Shelly-Ann Fraser-Pryce Sherone Simpson Veronica Campbell-Brown Kerron Stewart Samantha Henry-Robinson Schillonie Calvert | 41"41     | Ucraina Olesja Povch Chrystyna Stuj Mariya Ryemyen Elyzaveta Bryzgina | 42"04     | Classifica completa |
| Staffetta 4×400 m | Stati Uniti DeeDee Trotter Allyson Felix Francena McCorory Sanya Richards-Ross Keshia Baker Diamond Dixon | 3'16"87   | Giamaica Christine Day Rosemarie Whyte Shericka Williams Novlene Williams-Mills Shereefa Lloyd                                     | 3'20"95   | Ucraina Alina Lohvynenko Olha Zemlyak Hanna Ryžykova Natalija Pyhyda  | 3'23"57   | Classifica completa |
| record mondiale; record olimpico; record mondiale stagionale; record africano; record asiatico; record europeo; record nord-centroamericano e caraibico; record sudamericano; record oceaniano; record nazionale; record personale; record personale stagionale. | |           | |           |                                                                       |           |                     |

Statistiche
Delle venti vincitrici di gare individuali a Pechino (Tirunesh Dibaba trionfò sui 5000 e sui 10.000 metri), nessuna ha abbandonato l'attività agonistica (è la prima volta). Però la campionessa dei 1500 metri è infortunata e quella del Salto triplo non si è qualificata. Si presentano a Londra per difendere il titolo diciotto atlete. Quattro riescono a riconfermarsi: la stessa Tirunesh Dibaba (10.000 metri), Shelly-Ann Fraser (100 metri), Valerie Adams (Getto del peso) e Barbora Špotáková (Lancio del giavellotto). Barbora Spotakova è anche l'unica primatista mondiale che vince la propria gara.

Meseret Defar rivince il titolo olimpico sui 5000 metri dopo otto anni.
Nel 2011 si sono tenuti a Taegu (Corea del Sud) i Campionati mondiali di atletica leggera. Tutte le venti campionesse di gare individuali (c'è stata una doppietta) si presentano a Londra per tentare l'abbinamento con l'oro olimpico.
Vi riescono in sette: Caster Semenya (800 metri), Sally Pearson (100 ostacoli), 
Habiba Ghribi (3000 siepi), Anna Čičerova (Salto in alto), Brittney Reese (Lungo), Valerie Adams (Peso) e Jessica Ennis (Eptathlon). 
Quattro atlete migliorano la propria prestazione rispetto all'anno precedente: Ghribi, Cicerova, Reese ed Ennis.
Quattro atlete si presentano nella veste di campionessa in carica e di primatista mondiale: Tirunesh Dibaba (5000 metri), Gulnara Samitova (3000 siepi), Elena Isinbaeva (Salto con l'asta) e Barbora Špotáková (Giavellotto). La circostanza non è particolarmente favorevole poiché di esse solo la Spotakova si riconferma campionessa olimpica.
Sono solo 4 le atlete juniores che partecipano alle finali delle corse in pista e dei concorsi. Nessuna di esse si aggiudica medaglie. L'età media si è notevolmente elevata nelle gare di sprint: su 100m, 200m, 400m e 100 m ostacoli la finalista più giovane ha 24 anni.